# Panay (eiland)
Panay is een van de grotere eilanden van de Filipijnen. Het eiland ligt in de middelste eilandengroep genaamd Visayas. Panay had tijdens de laatste officiële volkstelling in 2000 zo'n 3,5 miljoen inwoners op een oppervlakte van 11.515 km². Op Panay liggen de provincies Antique, Aklan, Capiz en Iloilo. De meest prominente stad van het eiland is de hoofdstad van Iloilo, Iloilo City. Deze stad is tevens het regionaal centrum van de regio Western Visayas.

## Geschiedenis
Het eiland Panay werd door de oorspronkelijke bevolking, de aeta, aangeduid als Aninipay. De latere Maleise kolonisten, die in de 12e eeuw in het gebied aankwamen, noemden het Madia-as en de Spanjaarden ten slotte noemden het eiland naar de reeds bestaande nederzetting Pan-ay.

## Geografie

### Topografie

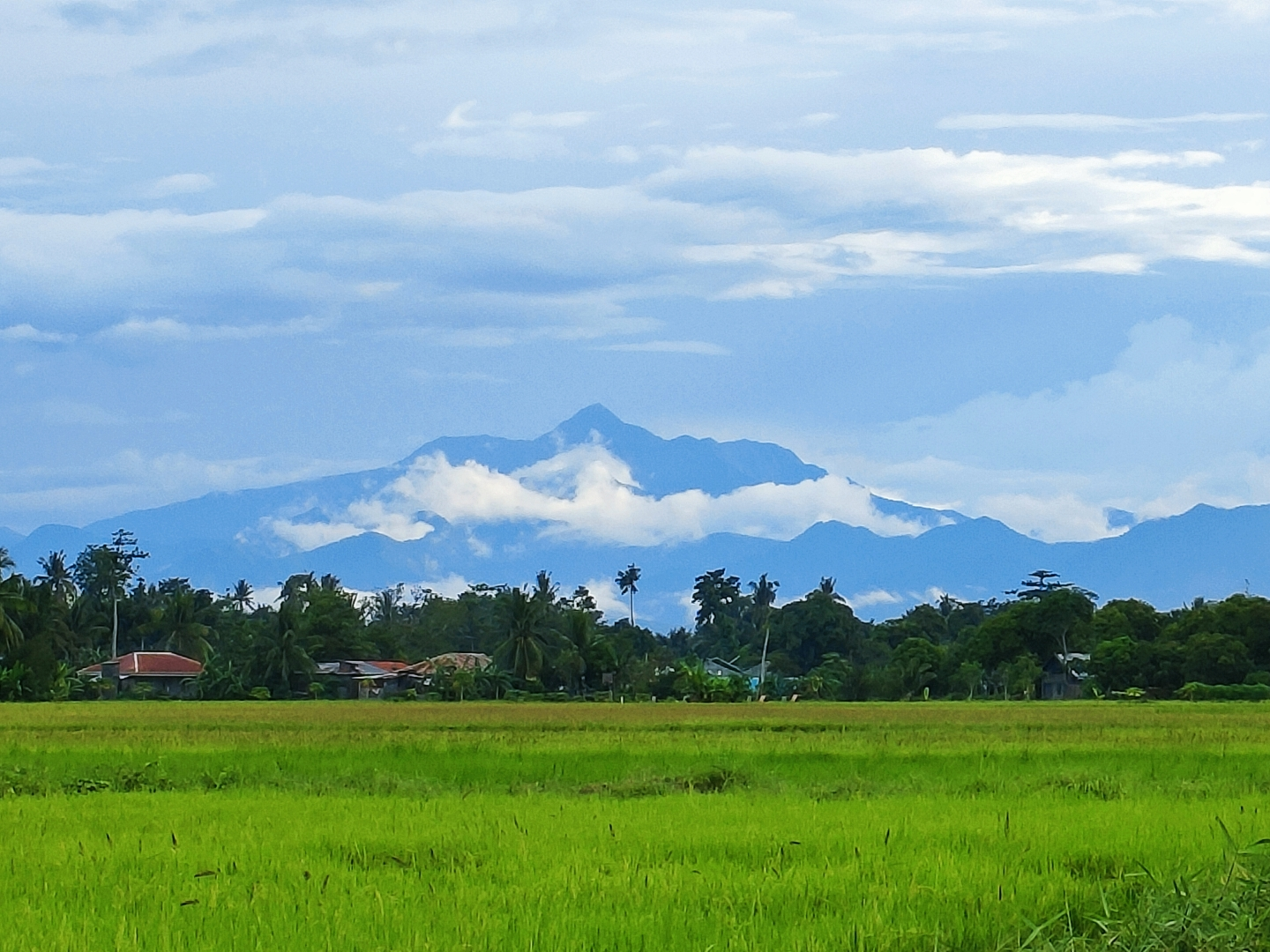
Zicht op de Madia-as, de hoogste berg van Panay

Het eiland Panay ligt tussen 11°56,6' en 10°24,8' noorderbreedte en 121°51,5' en 123°9,7' oosterlengte. De dichtstbijzijnde grote eilanden zijn Mindoro op 67,5 kilometer ten noordwesten, Masbate op 34 kilometer ten noordoosten en Negros op 13,5 kilometer ten zuidwesten van Panay. Kleinere eilanden in de buurt zijn Boracay ten noordoosten, de Romblon-eilanden in het noorden en Guimaras ten zuidwesten. Ten noorden van Panay ligt de Sibuyanzee en in het zuiden ligt de Suluzee.

### Bestuurlijke indeling
Panay is opgedeeld in de volgende vier provincies:
- Aklan
- Antique
- Capiz
- Iloilo

De drie steden op het eiland zijn:
- Roxas City (Capiz)
- Passi City (Iloilo)
- Iloilo City (Iloilo)

Daarnaast is het eiland opgedeeld in 92 gemeenten.

## Flora en fauna
In het zuiden van Panay ligt Sibalom Natural Park. Dit park van 5.511,47 hectare is aangemerkt als een van de 117 belangrijke natuurbeschermingslocaties in de Filipijnen. Recent is hier nog een voor deze plek endemische rafflesia soort ontdekt (Rafflesia speciosa novum). In het park leven ook diverse unieke Filipijnse diersoorten zoals het Visayawrattenzwijn (Sus cebifrons), Prins-Alfredhert (Cervus alfredi), Crateromys heaneyi, Panay-neushoornvogel (Penelopides panini) en de Waldens jaarvogel (Aceros waldeni).

## Trivia
- Panay heeft als inspiratiebron gediend bij de naamgeving van diverse Amerikaanse marineschepen. De bekendste USS Panay werd in 1937 door de Japanners op de Jangtsekiang ten zinken gebracht.